# Nepal na Letnich Igrzyskach Olimpijskich 2020
Nepal na Letnich Igrzyskach Olimpijskich 2020 – występ kadry sportowców reprezentujących Nepal na igrzyskach olimpijskich, które odbyły się w Tokio w Japonii, w dniach 23 lipca - 8 sierpnia 2021 roku.
Reprezentacja Nepalu liczyła pięciu zawodników - cztery kobiety i mężczyznę, którzy wystąpili w 4 dyscyplinach.
Był to czternasty start Nepalu na letnich igrzyskach olimpijskich.

## Reprezentanci

### Judo
| Zawodnik      | Konkurencja   | 1/16                   | 1/8              | Ćwierćfinały     | Półfinały        | Repasaż 1        | Repasaż 2        | Repasaż 3        | Finał            | Pozycja |
| Zawodnik      | Konkurencja   | Przeciwnik Wynik       | Przeciwnik Wynik | Przeciwnik Wynik | Przeciwnik Wynik | Przeciwnik Wynik | Przeciwnik Wynik | Przeciwnik Wynik | Przeciwnik Wynik | Pozycja |
| ------------- | ------------- | ---------------------- | ---------------- | ---------------- | ---------------- | ---------------- | ---------------- | ---------------- | ---------------- | ------- |
| Soniya Bhatta | -48 kg kobiet | Irina Dołgowa IPP 10:0 | NQ               | NQ               | NQ               | NQ               | NQ               | NQ               | NQ               | 17-32.  |

### Lekkoatletyka
| Zawodnik           | Konkurencja          | Runda 1  | Runda 1 | Półfinał | Półfinał | Finał    | Finał   | Pozycja |
| Zawodnik           | Konkurencja          | Rezultat | Pozycja | Rezultat | Pozycja  | Rezultat | Pozycja | Pozycja |
| ------------------ | -------------------- | -------- | ------- | -------- | -------- | -------- | ------- | ------- |
| Sarswati Chaudhary | Bieg na 100 m kobiet | 12.91    | 8.      | NQ       | NQ       | NQ       | NQ      | 20.     |

### Pływanie
| Zawodnik       | Konkurencja                 | Eliminacje | Eliminacje | Półfinał | Półfinał | Finał | Finał   | Pozycja |
| Zawodnik       | Konkurencja                 | Czas       | Miejsce    | Czas     | Miejsce  | Czas  | Miejsce | Pozycja |
| -------------- | --------------------------- | ---------- | ---------- | -------- | -------- | ----- | ------- | ------- |
| Alexander Shah | 100 m st. dowolnym mężczyzn | 53.41      | 1          | NQ       | NQ       | NQ    | NQ      | 59.     |
| Gaurika Singh  | 100 m st. dowolnym kobiet   | 1:00.11    | 3          | NQ       | NQ       | NQ    | NQ      | 50.     |

### Strzelectwo
| Zawodnik        | Konkurencja                         | Kwalifikacje | Kwalifikacje | Finał | Finał   | Pozycja |
| Zawodnik        | Konkurencja                         | Wynik        | Pozycja      | Wynik | Pozycja | Pozycja |
| --------------- | ----------------------------------- | ------------ | ------------ | ----- | ------- | ------- |
| Kalpana Pariyar | karabin pneumatyczny, 10 m (kobiet) | 616.8        | 46.          | NQ    | NQ      | 46.     |